# Superliga Profesional de Baloncesto 2023
La temporada 2023 de la Superliga Profesional de Baloncesto fue la 2.ª edición de la máxima competición del baloncesto masculino de clubes venezolanos.
El partido inaugural lo protagonizó el actual campeón de la campaña de 2022, Trotamundos de Carabobo ante Centauros de Portuguesa, a las cuatro y media de la tarde en el Fórum de Valencia.
La liga contó con la marca Golty como proveedor oficial de los balones para la liga.
Entre las novedades para esta temporada, se anunció el regreso de las Panteras de Miranda al fusionarse con el conjunto de Supersónicos de Miranda. El último año donde vieron acción fue en la Copa LPB 2019.
La ronda regular se jugó desde el 18 de marzo al 21 de mayo, y el inicio de la postemporada fue el 24 de mayo y culminó el 6 de julio con la victoria de Gladiadores de Anzoátegui ante Guaros de Lara.

## Equipos participantes

### Información de los equipos
| Conferencia Occidental  | Conferencia Occidental      | Conferencia Occidental | Conferencia Occidental                  | Conferencia Occidental | Conferencia Occidental |
| Equipo                  | Ciudad                      | Entrenador             | Pabellón                                | Capacidad              | Fundado                |
| ----------------------- | --------------------------- | ---------------------- | --------------------------------------- | ---------------------- | ---------------------- |
| Brillantes del Zulia    | Maracaibo, ZUL              | Gustavo García         | Gimnasio Pedro Elías Belisario Aponte   | 4500                   | 2019                   |
| Broncos de Caracas      | Caracas, MIR                | Néstor García          | Gimnasio José Joaquín Papá Carrillo     | 3500                   | 2016                   |
| Centauros de Portuguesa | Guanare, POR                | Alexis Cedres          | Gimnasio Lara Figueroa                  | 2500                   | 2020                   |
| Gaiteros del Zulia      | Maracaibo, ZUL              | Ruben Nembhard         | Gimnasio Pedro Elías Belisario Aponte   | 4500                   | 1983                   |
| Guaros de Lara          | Barquisimeto, LAR           | Yonaiker Ecker         | Domo Bolivariano                        | 10 000                 | 2003                   |
| Héroes de Falcón        | Punto Fijo, FAL             | Richi González         | Gimnasio Fenelón Díaz                   | 2000                   | 2021                   |
| Llaneros de Guárico     | San Juan de los Morros, GUA | Darwin Silvera         | Domo Olímpico de San Juan de los Morros | 5500                   | 2018                   |
| Taurinos de Aragua      | Maracay, ARA                | Diego D'Andrea         | Gimnasio cubierto Mauricio Johnson      | 3000                   | 2021                   |
| Toros de Aragua         | Maracay, ARA                | David Díaz             | Gimnasio Rafael Romero Bolívar          | 4200                   | 1974                   |
| Trotamundos de Carabobo | Valencia, CAR               | Manuel Povea           | Forum de Valencia                       | 10 000                 | 1991                   |

| Conferencia Oriental      | Conferencia Oriental | Conferencia Oriental | Conferencia Oriental                | Conferencia Oriental | Conferencia Oriental |
| Equipo                    | Ciudad               | Entrenador           | Pabellón                            | Capacidad            | Fundado              |
| ------------------------- | -------------------- | -------------------- | ----------------------------------- | -------------------- | -------------------- |
| Cangrejeros de Monagas    | Maturín, MON         | Hebert Bayona        | Gimnasio Gilberto Roque Morales     | 3500                 | 2013                 |
| Cocodrilos de Caracas     | Caracas, D. C.       | Gonzalo García       | Gimnasio José Beracasa              | 6100                 | 1990                 |
| Diablos de Miranda        | Caracas, MIR         | Lucas Gil            | Gimnasio José Joaquín Papá Carrillo | 3500                 | 2019                 |
| Gigantes de Guayana       | Ciudad Guayana, BOL  | Fabricio Salas       | Gimnasio Hermanas González          | 3000                 | 2008                 |
| Gladiadores de Anzoátegui | Puerto La Cruz, ANZ  | James Maye           | Gimnasio Luis Ramos                 | 5500                 | 2019                 |
| Guaiqueríes de Margarita  | La Asunción, NUE     | Pablo Favarel        | Gimnasio Ciudad de La Asunción      | 10 000               | 1977                 |
| Marinos de Anzoátegui     | Puerto La Cruz, ANZ  | Lucas Zurita         | Gimnasio Luis Ramos                 | 5500                 | 1976                 |
| Panteras de Miranda       | Caracas, MIR         | Daniel Seoane        | Gimnasio José Joaquín Papá Carrillo | 3500                 | 1986                 |
| Piratas de La Guaira      | La Guaira, LAG       | Melvyn López         | Domo José María Vargas              | 8000                 | 2008                 |
| Spartans Distrito Capital | Caracas, MIR         | Néstor Salazar       | Gimnasio José Joaquín Papá Carrillo | 3500                 | 2019                 |

### Cambios de entrenadores
| Equipo                  | Entrenador         | Fecha de vacante    | Tipo de salida | Entrenador entrante | Fecha de nombramiento |
| ----------------------- | ------------------ | ------------------- | -------------- | ------------------- | --------------------- |
| Llaneros de Guárico     | Darwin Silvera     | 29 de marzo de 2023 | Destitución    | Óscar Silva         | 1 de abril de 2023    |
| Toros de Aragua         | David Díaz         | 7 de abril de 2023  | Destitución    | Rafael Infante      | 7 de abril de 2023    |
| Brillantes del Zulia    | Gustavo García     | 9 de abril de 2023  | Dimisión       | Steven Walton       | 9 de abril de 2023    |
| Trotamundos de Carabobo | Manuel Povea       | 9 de abril de 2023  | Destitución    | Guillermo Narvarte  | 10 de abril de 2023   |
| Taurinos de Aragua      | Diego D'Andrea     | 13 de abril de 2023 | Dimisión       | Bradley Arocho      | 13 de abril de 2023   |
| Gaiteros del Zulia      | Ruben Nembhard     | 17 de abril de 2023 | Destitución    | Jorge Arrieta       | 17 de abril de 2023   |
| Marinos de Anzoátegui   | Lucas Zurita       | 22 de abril de 2023 | Destitución    | Jesús Cordovez      | 22 de abril de 2023   |
| Héroes de Falcón        | Richi González     | 30 de abril de 2023 | Destitución    | Iván García         | 30 de abril de 2023   |
| Broncos de Caracas      | Néstor García      | 15 de mayo de 2023  | Ausencia       | Manuel Berroterán   | 15 de mayo de 2023    |
| Trotamundos de Carabobo | Guillermo Narvarte | 20 de junio de 2023 | Destitución    | Ludwing Irazábal    | 20 de junio de 2023   |

## Sistema de competición
Se disputarán 26 partidos en la fase regular, cuatro (4) partidos contra los equipos de la misma división y dos (2) contra los de otra división. Así se jugará en la Conferencia Oriental y Occidental, con un nuevo formato de clasificación a la postemporada, avanzando ocho (8) conjuntos de cada Conferencia a los octavos de final.

## Temporada regular
La temporada regular comenzó el 18 de marzo, y finalizó el 21 de mayo de 2023.
| Equipo                  | G  | P  | PCT  | PV   |
| ----------------------- | -- | -- | ---- | ---- |
| Guaros de Lara          | 20 | 6  | .769 | —    |
| Trotamundos de Carabobo | 20 | 6  | .769 | —    |
| Broncos de Caracas      | 19 | 7  | .731 | 1.0  |
| Brillantes del Zulia    | 18 | 8  | .692 | 2.0  |
| Héroes de Falcón        | 13 | 13 | .500 | 7.0  |
| Centauros de Portuguesa | 11 | 15 | .423 | 9.0  |
| Gaiteros del Zulia      | 11 | 15 | .423 | 9.0  |
| Llaneros de Guárico     | 9  | 17 | .346 | 11.0 |
| Taurinos de Aragua      | 5  | 21 | .192 | 15.0 |
| Toros de Aragua         | 4  | 22 | .154 | 16.0 |

| Equipo                    | G  | P  | PCT  | PV   |
| ------------------------- | -- | -- | ---- | ---- |
| Gladiadores de Anzoátegui | 22 | 4  | .846 | —    |
| Cocodrilos de Caracas     | 19 | 7  | .731 | 3.0  |
| Piratas de La Guaira      | 17 | 9  | .654 | 5.0  |
| Guaiqueríes de Margarita  | 17 | 9  | .654 | 5.0  |
| Guaiqueríes de Margarita  | 15 | 11 | .577 | 7.0  |
| Panteras de Miranda       | 13 | 13 | .500 | 9.0  |
| Gigantes de Guayana       | 8  | 18 | .308 | 14.0 |
| Diablos de Miranda        | 7  | 19 | .269 | 15.0 |
| Marinos de Anzoátegui     | 7  | 19 | .269 | 15.0 |
| Cangrejeros de Monagas    | 5  | 21 | .192 | 17.0 |

## Postemporada
|  | Primera ronda          | Primera ronda             | Primera ronda             |   |                           | Semifinales de Conferencia | Semifinales de Conferencia | Semifinales de Conferencia |  |   | Finales de Conferencia    | Finales de Conferencia | Finales de Conferencia |  |   | Final de la SPB | Final de la SPB | Final de la SPB |
|  |                        |                           |                           |   |                           |                            |                            |                            |  |   |                           |                        |                        |  |   |                 |                 |                 |
|  | 1                      | Guaros de Lara            | 3                         |   |                           |                            |                            |                            |  |   |                           |                        |                        |  |   |                 |                 |                 |
|  | 8                      | Llaneros de Guárico       | 0                         |   |                           |                            |                            |                            |  |   |                           |                        |                        |  |   |                 |                 |                 |
|  | 8                      | Llaneros de Guárico       | 0                         |   | 1                         | Guaros de Lara             | 3                          |                            |  |   |                           |                        |                        |  |   |                 |                 |                 |
|  |                        |                           |                           |   | 1                         | Guaros de Lara             | 3                          |                            |  |   |                           |                        |                        |  |   |                 |                 |                 |
|  |                        | 4                         | Brillantes del Zulia      | 0 |                           |                            |                            |                            |  |   |                           |                        |                        |  |   |                 |                 |                 |
|  | 4                      | 4                         | Brillantes del Zulia      | 0 | Brillantes del Zulia      | 3                          |                            |                            |  |   |                           |                        |                        |  |   |                 |                 |                 |
|  | 4                      |                           |                           |   | Brillantes del Zulia      | 3                          |                            |                            |  |   |                           |                        |                        |  |   |                 |                 |                 |
|  | 5                      | Héroes de Falcón          | 1                         |   |                           |                            |                            |                            |  |   |                           |                        |                        |  |   |                 |                 |                 |
|  | 5                      | Héroes de Falcón          | 1                         |   |                           |                            |                            |                            |  | 1 | Guaros de Lara            | 4                      |                        |  |   |                 |                 |                 |
|  | Conferencia Occidental |                           |                           |   |                           |                            |                            |                            |  | 1 | Guaros de Lara            | 4                      |                        |  |   |                 |                 |                 |
|  |                        | 2                         | Trotamundos de Carabobo   | 3 |                           |                            |                            |                            |  |   |                           |                        |                        |  |   |                 |                 |                 |
|  | 2                      | 2                         | Trotamundos de Carabobo   | 3 | Trotamundos de Carabobo   | 3                          |                            |                            |  |   |                           |                        |                        |  |   |                 |                 |                 |
|  | 2                      |                           |                           |   | Trotamundos de Carabobo   | 3                          |                            |                            |  |   |                           |                        |                        |  |   |                 |                 |                 |
|  | 7                      | Gaiteros del Zulia        | 1                         |   |                           |                            |                            |                            |  |   |                           |                        |                        |  |   |                 |                 |                 |
|  | 7                      | Gaiteros del Zulia        | 1                         |   | 2                         | Trotamundos de Carabobo    | 3                          |                            |  |   |                           |                        |                        |  |   |                 |                 |                 |
|  |                        |                           |                           |   | 2                         | Trotamundos de Carabobo    | 3                          |                            |  |   |                           |                        |                        |  |   |                 |                 |                 |
|  |                        | 3                         | Broncos de Caracas        | 2 |                           |                            |                            |                            |  |   |                           |                        |                        |  |   |                 |                 |                 |
|  | 3                      | 3                         | Broncos de Caracas        | 2 | Broncos de Caracas        | 3                          |                            |                            |  |   |                           |                        |                        |  |   |                 |                 |                 |
|  | 3                      |                           |                           |   | Broncos de Caracas        | 3                          |                            |                            |  |   |                           |                        |                        |  |   |                 |                 |                 |
|  | 6                      | Centauros de Portuguesa   | 2                         |   |                           |                            |                            |                            |  |   |                           |                        |                        |  |   |                 |                 |                 |
|  | 6                      | Centauros de Portuguesa   | 2                         |   |                           |                            |                            |                            |  |   |                           |                        |                        |  | 1 | Guaros de Lara  | 1               |                 |
|  |                        |                           |                           |   |                           |                            |                            |                            |  |   |                           |                        |                        |  | 1 | Guaros de Lara  | 1               |                 |
|  |                        | 1                         | Gladiadores de Anzoátegui | 4 |                           |                            |                            |                            |  |   |                           |                        |                        |  |   |                 |                 |                 |
|  | 1                      | 1                         | Gladiadores de Anzoátegui | 4 | Gladiadores de Anzoátegui | 3                          |                            |                            |  |   |                           |                        |                        |  |   |                 |                 |                 |
|  | 1                      |                           |                           |   | Gladiadores de Anzoátegui | 3                          |                            |                            |  |   |                           |                        |                        |  |   |                 |                 |                 |
|  | 8                      | Diablos de Miranda        | 0                         |   |                           |                            |                            |                            |  |   |                           |                        |                        |  |   |                 |                 |                 |
|  | 8                      | Diablos de Miranda        | 0                         |   | 1                         | Gladiadores de Anzoátegui  | 3                          |                            |  |   |                           |                        |                        |  |   |                 |                 |                 |
|  |                        |                           |                           |   | 1                         | Gladiadores de Anzoátegui  | 3                          |                            |  |   |                           |                        |                        |  |   |                 |                 |                 |
|  |                        | 4                         | Guaiqueríes de Margarita  | 0 |                           |                            |                            |                            |  |   |                           |                        |                        |  |   |                 |                 |                 |
|  | 4                      | 4                         | Guaiqueríes de Margarita  | 0 | Guaiqueríes de Margarita  | 3                          |                            |                            |  |   |                           |                        |                        |  |   |                 |                 |                 |
|  | 4                      |                           |                           |   | Guaiqueríes de Margarita  | 3                          |                            |                            |  |   |                           |                        |                        |  |   |                 |                 |                 |
|  | 5                      | Spartans Distrito Capital | 0                         |   |                           |                            |                            |                            |  |   |                           |                        |                        |  |   |                 |                 |                 |
|  | 5                      | Spartans Distrito Capital | 0                         |   |                           |                            |                            |                            |  | 1 | Gladiadores de Anzoátegui | 4                      |                        |  |   |                 |                 |                 |
|  | Conferencia Oriental   |                           |                           |   |                           |                            |                            |                            |  | 1 | Gladiadores de Anzoátegui | 4                      |                        |  |   |                 |                 |                 |
|  |                        | 2                         | Piratas de La Guaira      | 1 |                           |                            |                            |                            |  |   |                           |                        |                        |  |   |                 |                 |                 |
|  | 2                      | 2                         | Piratas de La Guaira      | 1 | Cocodrilos de Caracas     | 3                          |                            |                            |  |   |                           |                        |                        |  |   |                 |                 |                 |
|  | 2                      |                           |                           |   | Cocodrilos de Caracas     | 3                          |                            |                            |  |   |                           |                        |                        |  |   |                 |                 |                 |
|  | 7                      | Gigantes de Guayana       | 0                         |   |                           |                            |                            |                            |  |   |                           |                        |                        |  |   |                 |                 |                 |
|  | 7                      | Gigantes de Guayana       | 0                         |   | 2                         | Cocodrilos de Caracas      | 2                          |                            |  |   |                           |                        |                        |  |   |                 |                 |                 |
|  |                        |                           |                           |   | 2                         | Cocodrilos de Caracas      | 2                          |                            |  |   |                           |                        |                        |  |   |                 |                 |                 |
|  |                        | 3                         | Piratas de La Guaira      | 3 |                           |                            |                            |                            |  |   |                           |                        |                        |  |   |                 |                 |                 |
|  | 3                      | 3                         | Piratas de La Guaira      | 3 | Piratas de La Guaira      | 3                          |                            |                            |  |   |                           |                        |                        |  |   |                 |                 |                 |
|  | 3                      |                           |                           |   | Piratas de La Guaira      | 3                          |                            |                            |  |   |                           |                        |                        |  |   |                 |                 |                 |
|  | 6                      | Panteras de Miranda       | 0                         |   |                           |                            |                            |                            |  |   |                           |                        |                        |  |   |                 |                 |                 |

## Estadísticas

### Líderes estadísticas individuales
| Categoría               | Jugador            | Equipo                  | Estadística |
| ----------------------- | ------------------ | ----------------------- | ----------- |
| Puntos por partido      | Yeison Colomé      | Marinos de Anzoátegui   | 28.4        |
| Rebotes por partido     | Jonathan Araujo    | Broncos de Caracas      | 11.1        |
| Asistencias por partido | Richard Bautista   | Héroes de Falcón        | 6.7         |
| Robos por partido       | Richard Bautista   | Héroes de Falcón        | 3.0         |
| Tapones por partido     | Prince Ibeh        | Guaros de Lara          | 2.9         |
| Pérdidas por partido    | Pedro Bombino      | Guaros de Lara          | 4.8         |
| Minutos por partido     | James Weatherspoon | Taurinos de Aragua      | 37.1        |
| % Tiros de campo        | Néstor Colmenares  | Trotamundos de Carabobo | 56.9%       |
| % Tiros libres          | Rigoberto Mendoza  | Piratas de La Guaira    | 81.4%       |
| % Triples               | Kelvin Peña        | Broncos de Caracas      | 41.9%       |

Actualizado al final de la temporada.

## Premios

### Reconocimientos individuales
| Premio                             | Ganador |
| ---------------------------------- | --- |
| Jugador ejemplar del año           | José Vargas (Guaros de Lara) |
| Equipo ejemplar del año            | Guaros de Lara |
| Regreso del año                    | Heissler Guillent (Guaros de Lara) |
| Sexto hombre del año               | Luis Duarte (Broncos de Caracas) |
| Jugador defensivo del año          | Prince Ibeh (Guaros de Lara) |
| Novato del año                     | Christians Gutiérrez (Toros de Aragua) |
| Progreso del año                   | Jean Payen (Taurinos de Aragua) |
| Director técnico del año           | Yonaiker Ecker (Guaros de Lara) |
| Quinteto ideal del año             | Heissler Guillent, B, (Guaros de Lara) Jordan Williams, E, (Broncos de Caracas) Jordan Adams, A, (Gladiadores de Anzoátegui) Erik McCree, AP, (Broncos de Caracas) Prince Ibeh, P, (Guaros de Lara) |
| Jugador más valioso                | Heissler Guillent, B, (Guaros de Lara) |
| Jugador más valioso de las Finales | Sheldon Mac, E, (Gladiadores de Anzoátegui) |